# Learn To Let Go
«Learn To Let Go» (рус. Научиться отпускать) — совместный сингл американской певицы Кеши из третьего студийного дебютного альбома «Rainbow». Выпущена 28 июля 2017 года. 3 ноября 2017 года песня была передана BBC Radio как второй европейский сингл альбома. Цифровые ремиксы были выпущены по всему миру 10 ноября 2017 года.

## Предыстория и релиз
Кеша была вдохновлена, чтобы написать «Learn To Let Go» одним из ее друзей, который пережил худшее детство вообразить. Трек был первым, который был написан для альбома, а также был основан на борьбе Кеши, создавая Rainbow. О песне Кеша рассказала Huffington Post.
Она также описала название песни как «одну из моих мантр за последние несколько лет.

## Музыкальное видео
Музыкальное видео для «Learn To Let Go» было выпущено 27 июля 2017 года. В ролике Кеша демонстрирует домашнее видео о том, как она в детстве бегала на природе, дико пела и танцевала. Медведь Costco появляется в видео.

## Выступление
Песня была впервые исполнена вживую на MTV Europe Music Awards 2017 12 ноября. 14 ноября Кеша исполнила песню в прямом эфире The BBC Radio 1 Live Lounge, а также кавер на песню Marshmello "Silence" с участием Халида.
Кеша появилась на шоу The Graham Norton Show, чтобы исполнить свою песню вживую, 24 ноября.

## Коммерческое исполнение
Несмотря на то, что «Learn to Let Go» в Северной Америке не обслуживался как сингл, он дебютировал под номером 97 в американском выпуске Billboard Hot 100 от 8 августа 2017 года как рекламный сингл. Он также достиг максимума под номером 81 на Canadian Hot 100.

## Список композиций
- Ремиксы [4]
- «Learn To Let Go» (Feenixpaul Remix) – 3:22
- «Learn To Let Go» (Michael Brun Remix) – 3:37

## Чарты
| Чарт (2017)                         | Пиковая позиция |
| ----------------------------------- | --------------- |
| Канада (Billboard Canadian Hot 100) | 81              |
| New Zealand Heatseekers (RMNZ)      | 6               |
| Шотландия (OCC Scotland)            | 30              |
| США (Billboard Hot 100)             | 97              |

## Релиз
| Регион                   | Даты            | Формат                                          | Лейблы        | Ref           |
| ------------------------ | --------------- | ----------------------------------------------- | ------------- | ------------- |
| По всему миру            | 28 июля, 2017   | Цифровая дистрибуция                            | Kemosabe, RCA | [ 9 ]         |
| Объединенное Королевство | 3 ноября, 2017  | Современное хитовое радио                       | Kemosabe, RCA | [ 10 ]        |
| По всему миру            | 11 ноября, 2017 | Цифровая дистрибуция, Потоковая медиа - Remixes | Kemosabe, RCA | [ 11 ] [ 12 ] |